# Humboldt (Dakota du Sud)
Pour les articles homonymes, voir Humboldt.
Humboldt est une municipalité américaine située dans le comté de Minnehaha, dans l'État du Dakota du Sud.
Fondée en 1877 par des colons allemands, la localité est nommée en l'honneur d'Alexander von Humboldt. Un bureau de poste y est ouvert en 1890.

## Démographie
| 1920 | 1930 | 1940 | 1950 | 1960 | 1970 |
| ---- | ---- | ---- | ---- | ---- | ---- |
| 445  | 428  | 417  | 450  | 446  | 411  |

| 1980 | 1990 | 2000 | 2010 | - | - |
| ---- | ---- | ---- | ---- | - | - |
| 487  | 468  | 521  | 589  | - | - |

Selon le recensement de 2010, Humboldt compte 589 habitants. La municipalité s'étend sur 0,63 milles carrés (1,63 km2).